# Asura effulgens
Asura effulgens là một loài bướm đêm thuộc phân họ Arctiinae, họ Erebidae.